# Issogne
Issogne é uma comuna italiana da região do Vale de Aosta com cerca de 1.346 habitantes. Estende-se por uma área de 23 km², tendo uma densidade populacional de 59 hab/km². Faz fronteira com Arnad, Champdepraz, Champorcher, Pontboset, Verrès.

## Demografia
| Variação demográfica do município entre 1861 e 2011                               |
|                                                                                   |
| Fonte: Istituto Nazionale di Statistica (ISTAT) - Elaboração gráfica da Wikipedia |